# Kovdor
Kovdor (en russe : Ковдор) est une ville de l'oblast de Mourmansk, en Russie et le centre administratif de l'arrondissement urbain du raïon de Kovdor. Sa population s'élevait à 16 435 habitants en 2019.

## Géographie
Kovdor est arrosée par la rivière Kovdora et se trouve à 21 km de la frontière finlandaise, à 124 km à l'ouest d'Apatity, à 189 km au sud-ouest de Mourmansk et à 1 366 km au nord de Moscou.

## Histoire
Dans les environs de l'actuelle ville de Kovdor fut ouverte en 1933 la mine de fer de Kovdora. L'extraction du mica industriel commença l'année suivante. L'étude géologique des gisements de minerai de fer de Kovdora fut interrompue par la Seconde Guerre mondiale. En 1953 commença la construction d'un combinat d'extraction et d'une cité minière, qui reçut le statut de commune urbaine en 1956 et celui de ville en 1965.

## Population
Recensements (*) ou estimations de la population
| 1926* | 1959* | 1970*  | 1979*  | 1989*  |
| ----- | ----- | ------ | ------ | ------ |
| 2 538 | 5 358 | 12 387 | 23 211 | 30 478 |

| 2002*  | 2010*  | 2012   | 2013   | 2014   |
| ------ | ------ | ------ | ------ | ------ |
| 20 867 | 21 297 | 18 388 | 17 991 | 17 630 |

| 2015   | 2016   | 2017   | 2018   | 2019   |
| ------ | ------ | ------ | ------ | ------ |
| 17 389 | 17 110 | 16 892 | 16 623 | 16 435 |

## Économie
La principale activité économique de Kovdor demeure le complexe minier, avec les entreprises : 
- OAO Kovdorski gorno-obogatitelny kombinat (russe : ОАО "Ковдорский горно-обогатительный комбинат") : apatite et concentré de dioxyde de zirconium.
- OAO Kovdorsliouda (russe : ОАО "Ковдорслюда") : concentré de vermiculite.

On y trouve également des industries alimentaires. Le bâtiment, l'agriculture, le commerce détail, les transports et communications complètent le tableau de l'économie locale. 
La ville compte un hôtel, un complexe sportif avec piscine, des pistes de ski, des établissements d'enseignement, des institutions culturelles et un musée.

## Culte
La majorité de la population est baptisée dans l'Église orthodoxe russe. La paroisse orthodoxe est regroupée autour de l'église de l'Assomption (ou de la Dormition) de l'éparchie de Mourmansk.